# Jean Jules Godefroy Calès
Pour les articles homonymes, voir Calès.
Jean Jules Godefroy Calès est un médecin et homme politique français, né le 24 juillet 1828 à Villefranche-de-Lauragais (Haute-Garonne) et mort le 2 novembre 1899 à Bordeaux (Gironde).

## Biographie
« Fils de Monsieur Jean Marie Noël Godefroy Calès, docteur médecin, et de dame Léonie Alphonsine Zulmée Metgé », Jean Jules Godefroy Calès naît le 24 juillet 1828 à Villefranche-de-Lauragais (Haute-Garonne).
Son père Godefroy Calès (1799-1868) avait été député de la Haute-Garonne à l'Assemblée Nationale Constituante en 1848 sous la Seconde République. Son grand-père Jean Calès (1764-1840), également médecin, avait lui été administrateur de la Haute-Garonne et inspecteur-général des hôpitaux tandis que ses grands-oncles, étaient Jean-Marie Calès (1757-1834), député à la Convention nationale et au Conseil des Cinq-Cents et le baron d'Empire Jean-Chrysostôme Calès (1769-1853), colonel de la Grande-Armée et élu de l'éphémère Chambre des représentants mise en place lors des Cent-Jours par Napoléon Ier en 1815. La famille Calès était issue de vieilles familles protestantes enracinées dans la région du Lauragais et converties au catholicisme après la révocation de l'édit de Nantes par le roi Louis XIV en 1685.

### Sous le Second Empire (1852-1870)
Jean Jules Godefroy étudie la médecine à Paris puis à Montpellier, et, reçu docteur en 1854, il se fixe dans sa ville natale de Villefranche. Il y exerce gratuitement les fonctions de médecin des prisons, de la gendarmerie, du bureau de bienfaisance, des écoles et des enfants assistés. Il devient par ailleurs conseiller municipal (1863-1875), puis maire de Villefranche-de-Lauragais (1875-1892), fonction qu'il exerce pendant près de dix-sept ans. Il est également conseiller général du canton de Villefranche de 1880 à 1898.

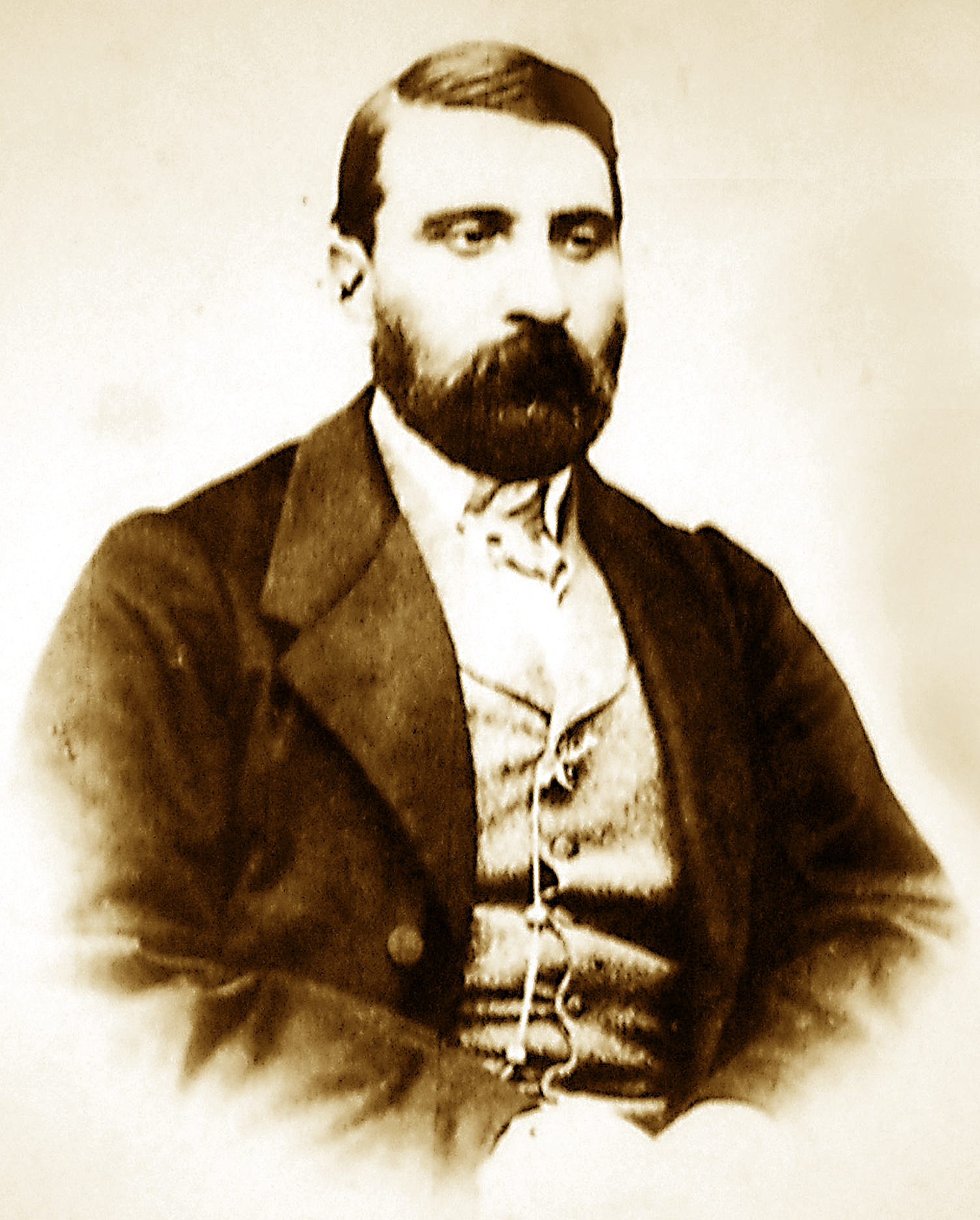
Jean Jules Godefroy Calès (photographie de la seconde moitié du XIXe siècle)

Au cours du Second Empire, Calès prend part aux luttes du Parti Démocratique contre Napoléon III, et se présente au Corps législatif comme candidat de l'opposition républicaine aux élections législatives du 24 mai 1869, dans la 3e circonscription de la Haute-Garonne : il échoue, obtenant cependant 7730 voix contre 16 523 accordées au candidat officiel, le député bonapartiste sortant M. Piccioni, élu. Le célèbre leader du parti socialiste de France, Jules Guesde, relate avec ardeur et indignation, et avec une certaine touche d'ironie, cette défaite électorale du docteur Calès, dans un brûlot publié le 31 août 1869 dans son journal républicain « La liberté de l’Hérault » :

« Veut-on savoir la différence qui existe entre l'Empire autoritaire et l'Empire libéral ? Au mois de mai dernier, M. Jules Calès, docteur en médecine à Villefranche (Haute-Garonne), se porte candidat contre M. Piccioni. Sur quoi on le révoque de ses fonctions de médecin cantonal. C’était l'Empire autoritaire. Le docteur Calès reste sourd à ce premier avertissement. Il maintient sa candidature démocratique. Et le 17 août - c'est-à-dire trois jours à peine après l'amnistie -, on le révoque de ses fonctions de médecin des prisons. C'est l'Empire libéral. »

— Jules Guesde

### Sous la Troisième République (1870-1885)

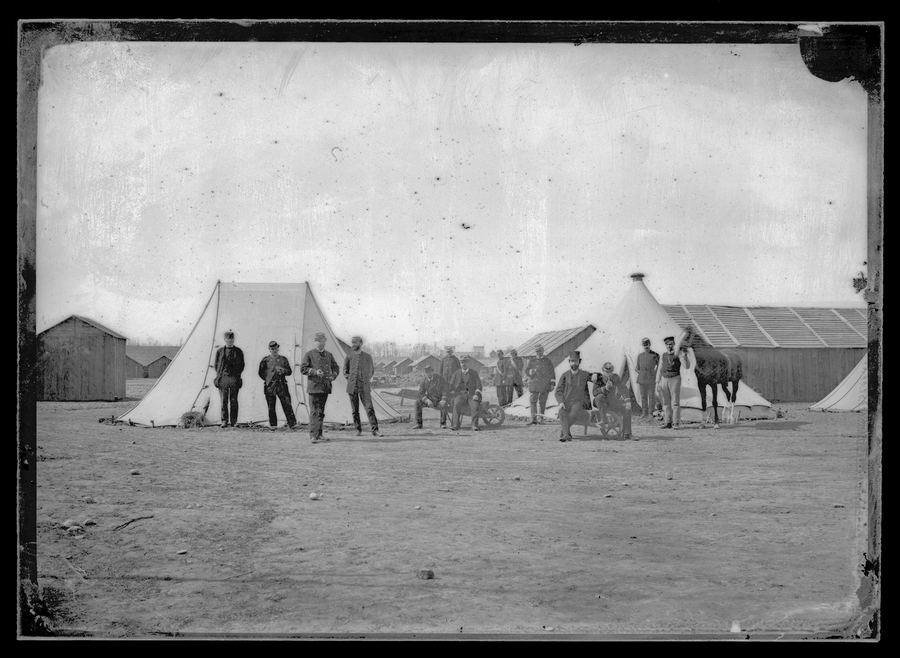
Camp militaire de Toulouse en Février 1871 (photographie d'Eugène Trutat - Archives municipales de Toulouse)

Après le déclenchement de la guerre franco-allemande le 19 juillet 1870, Calès est nommé sous-préfet de son arrondissement le 5 septembre 1870, soit trois jours seulement après la défaite des troupes françaises à Sedan et la capitulation de Napoléon III, le 2 septembre (qui provoquent son exil et la chute du Second Empire), et le lendemain seulement de la proclamation de la IIIe République par le leader républicain Léon Gambetta, le 4 septembre. Mais très vite, Calès considère que sa place se trouve auprès de ceux qui défendent la France contre l'invasion prussienne. Il démissionne donc de sa nouvelle fonction et s'engage dès le mois de novembre auprès de l'armée, dans l'un des onze camps militaires régionaux créés par Gambetta, devenu ministre de l'Intérieur et de la Guerre dans le gouvernement de la Défense nationale. Calès est nommé médecin-en-chef du camp de Toulouse le 20 novembre 1870, poste qu'il tient jusqu'à sa démobilisation, le 15 mars 1871.
À la suite de la victoire des troupes allemandes, de la signature de l'armistice de Versailles  le 28 janvier 1871 et de la fin des combats, et conformément aux exigences allemandes qui stipulent que des élections doivent être rapidement organisées afin de former une assemblée devant ratifier la paix, Calès se présente, pour la seconde fois, aux élections législatives du 8 février 1871: il arrive alors premier de la liste du parti républicain dirigé par Gambetta, avec 27 349 voix. Néanmoins, la liste mixte d'Union Nationale, composée essentiellement de monarchistes l'emporte (M. de Belcastel, le dernier de cette liste, passe avec 63 123 suffrages). L'assemblée nouvellement formée, majoritairement monarchiste et favorable à la paix, investit le 19 février un nouveau gouvernement dirigé par Adolphe Thiers.
Calès n'est pas plus heureux, dix ans plus tard, aux élections législatives du 21 août 1881: 4 229 voix « opportunistes » (républicains modérés de centre-gauche) se réunissent sur son nom dans la 2e circonscription de Toulouse, mais le député radical-socialiste (d'extrême-gauche) et ancien préfet de la Haute-Garonne en 1870, Armand Duportal, est réélu avec 4 618 voix.
Jean Jules Godefroy Calès est cependant fait chevalier de la Légion d'honneur le 9 juillet 1883.

### À la chambre des députés (1885-1889)

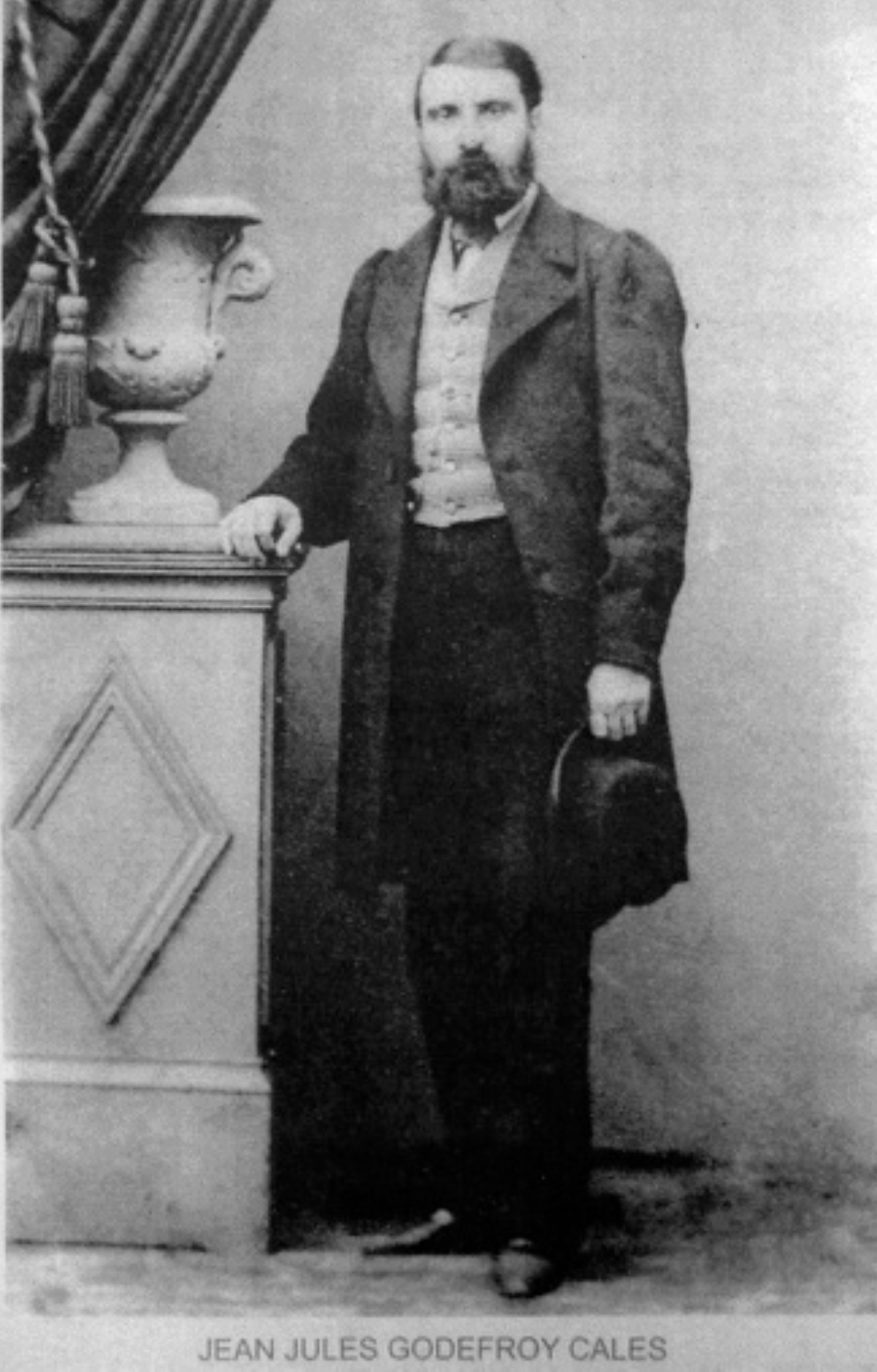
Jean Jules Godefroy Calès

Jean Jules Godefroy Calès est finalement élu député de la Haute-Garonne à la chambre des députés aux élections législatives du 4 octobre 1885. Conseiller général du canton de Villefranche depuis 1880, il est porté sur la liste des républicains modérés, et obtient 27 244 voix au premier tour. Les républicains de nuances diverses ayant opéré entre eux, au ballottage, une concentration destinée à arrêter le succès des monarchistes (dont deux candidats sont déjà élus), M. Calès passe avant-dernier de la liste, le 18 octobre, et est élu avec 57 621 voix (sur 113 803 votants et 138 226 inscrits.)
Calès siège dans le groupe de la gauche radicale, et tient dans ses votes une balance à peu près égale entre les républicains modérés et opportunistes et les républicains radicaux, tous deux majoritaires dans cette nouvelle chambre grâce à leur regroupement, et cela malgré la poussée des conservateurs. Calès siège ainsi pendant 4 ans, pendant la IVe législature qui s'étendit du 10 novembre 1885 au 11 novembre 1889, sous la présidence de la république de Jules Grévy (jusqu'au 2 décembre 1887), puis de Sadi Carnot.
Calès ne soutient ni le gouvernement Freycinet (1886), ni le gouvernement Goblet (1886-87), tous deux composés de larges coalitions parlementaires et incluant le général Boulanger au ministère de la guerre. Le général Georges Boulanger était alors un homme politique extrêmement populaire, promoteur d'un revanchisme ou nationalisme belliqueux envers l'Allemagne (il fut surnommé le « général Revanche »), et qui fut assez puissant pour se retrouver, au zénith de sa popularité en janvier 1889, en mesure de prendre l’Élysée, obligeant le camp républicain à se réorganiser et à renforcer sa cohésion. Après avoir ébranlé la troisième république, le général est finalement condamné, fuit la France, et se suicide en Belgique en 1891. Calès soutient en revanche le gouvernement Rouvier (1887), dans lequel le général Boulanger est écarté, le gouvernement Tirard (1887-88), composé par le président de la république Sadi Carnot, nouvellement élu par le Sénat et la Chambre des députes le 2 décembre 1887, le gouvernement Floquet (1888-89) et le second gouvernement Tirard (1889-90), gouvernements, tous, à majorité républicaine opportuniste. Constitué en pleine crise boulangiste, ce dernier cabinet, prestigieux, où siègent quatre anciens présidents du Conseil (Fallières, de Freycinet, Rouvier et Tirard), est également soutenu par les républicains radicaux pour lutter contre le boulangisme. Dans cette dernière session, Calès s’abstient sur le rétablissement du scrutin uninominal (loi du 13 février 1889), se prononce contre l'ajournement indéfini de la révision de la constitution, pour le projet de loi Lisbonne restrictif de la liberté de la presse, et pour les poursuites contre trois députés d'extrême-droite, membres de la ligue des patriotes, qui est dissoute le 3 avril 1889. Calès vote notamment le 4 avril 1889 pour les poursuites contre le général Boulanger « pour complot contre la sûreté intérieure », marquant ainsi le crépuscule du boulangisme.
À la fin de son mandat parlementaire, Calès ne se représente pas aux élections législatives du 22 septembre 1889.
Comme son père Godefroy Calès (1799-1868), Jean-Jules est un proche de l'écrivain, philosophe, poète, historien, professeur au collège de France et homme politique républicain Edgar Quinet (1803-1875) et de sa seconde épouse, Hermione Ghikère Asaky (1821-1900). Son père et Quinet s'étaient déjà précédemment rencontrés sur les bancs de l'Assemblée constituante de 1848 et avaient alors partagé notamment de nombreuses idées. Le fils entretient ainsi une correspondance épistolaire régulière de 1868 à 1873 avec le couple Quinet,,, durant leur exil en Suisse (exilé par Napoléon III) et après leur retour en France en 1870. Les Quinet répondent à l'invitation de Calès et viennent lui rendre plusieurs fois visite à Villefranche-de-Lauragais. Madame Quinet écrit par la suite :

« C'est une famille adorée dans le pays, respectée des adversaires : depuis 89, chefs de la démocratie du Lauragais de père en fils. Depuis le conventionnel [Jean-Marie Calès], jusqu'au représentant de la Constituante [Godefroy Calès], tous républicains, hommes de cœur. Jules Calès, notre ami, est bien le digne fils d'un digne père »

— Madame Edgar Quinet

### À la Direction de l'Hôpital psychiatrique «Château-Picon» de Bordeaux (1889-1899)
Aussitôt après son départ de l’assemblée, Calès est appelé le 2 septembre 1889, jusqu'à sa disparition en novembre 1899, à la direction de l'asile d'aliénés - hôpital psychiatrique « Château-Picon » de Bordeaux (depuis 1974, Centre Hospitalier Charles Perrens). Il décède dans cette ville le 2 novembre 1899, à l'âge de 71 ans.

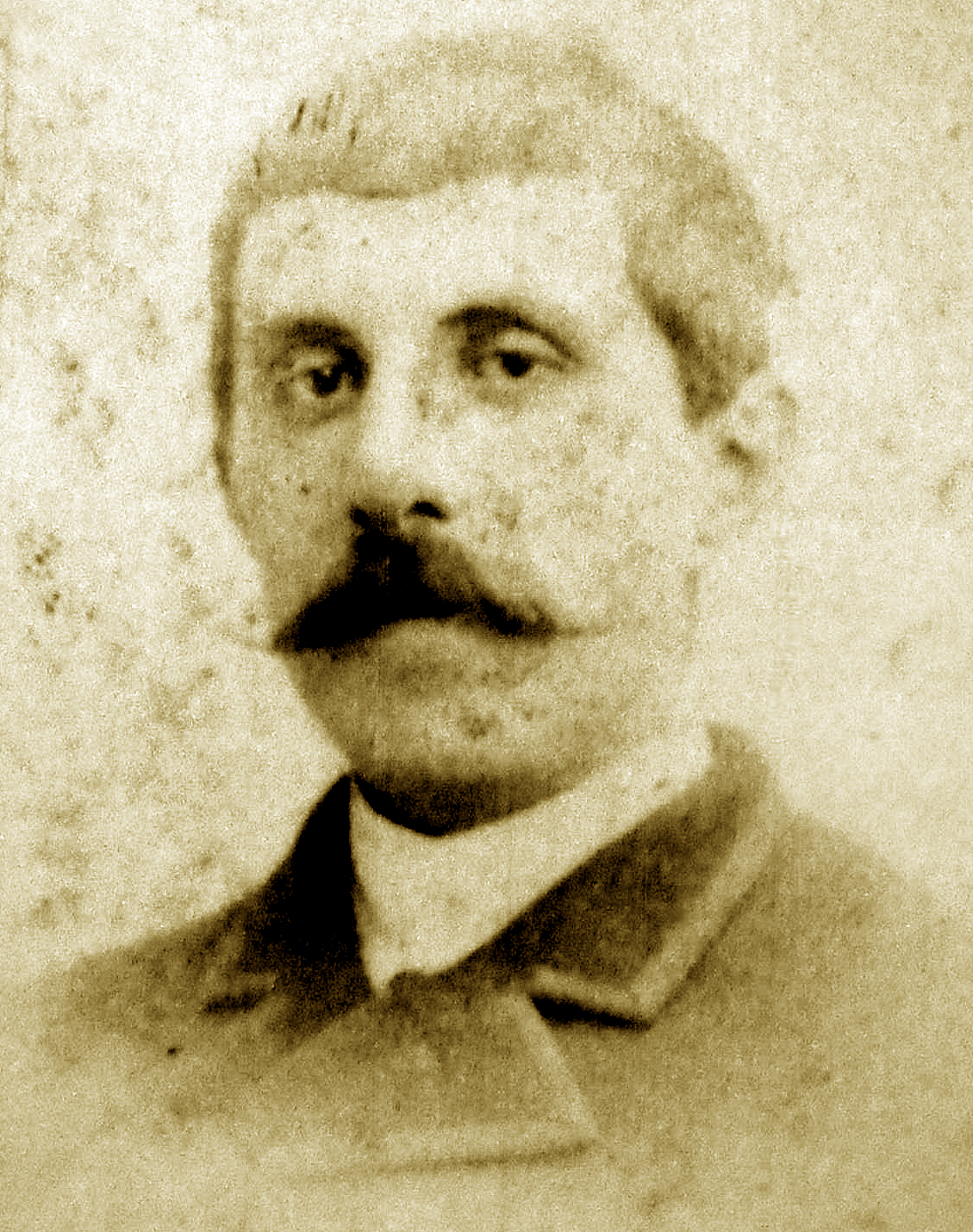
Albert Calès, son fils, maire lui aussi de Villefranche-de-Lauragais

Il a, avec son épouse Paule Laure Blanc, un seul fils, Godefroy Victor Albert Calès (né à Villefranche le 31 octobre 1856 et décédé à Sarcelles en 1940), qui lui succède plus tard comme sous-préfet à Florac (Lozère, 1894), puis comme maire de Villefranche-de-Lauragais (1896-1904) - où il fait installer l'électricité publique pour la première fois dans la ville - et enfin comme conseiller général du canton de Villefranche (1898-1904 puis 1907-1914) sous étiquette radicale. Albert Calès est également candidat aux élections législatives de 1906, auxquelles il est battu par le candidat de la droite modérée Henri Auriol. Il est nommé par la suite entreposeur des tabacs à Bordeaux, puis percepteur à Dammartin-en-Goële en région parisienne, où il vit une fin de vie plutôt controversée.
Albert Calès se marie trois fois au cours de sa vie, tout d'abord avec Marie Cabantous (décédée très tôt, le 13 septembre 1882 à Villefranche) avec laquelle il a son unique fille (Augustine Laure Marthe Calès, décédée en 1977, l'unique descendante de Jean Jules Godefroy et d'Albert Calès), puis avec Jeanne Cavé-Esgaris (décédée elle aussi très tôt), et enfin avec Jeanne Pebernad de Langautier (1875-1962) qu'il épouse le 14 septembre 1902.

## Décorations

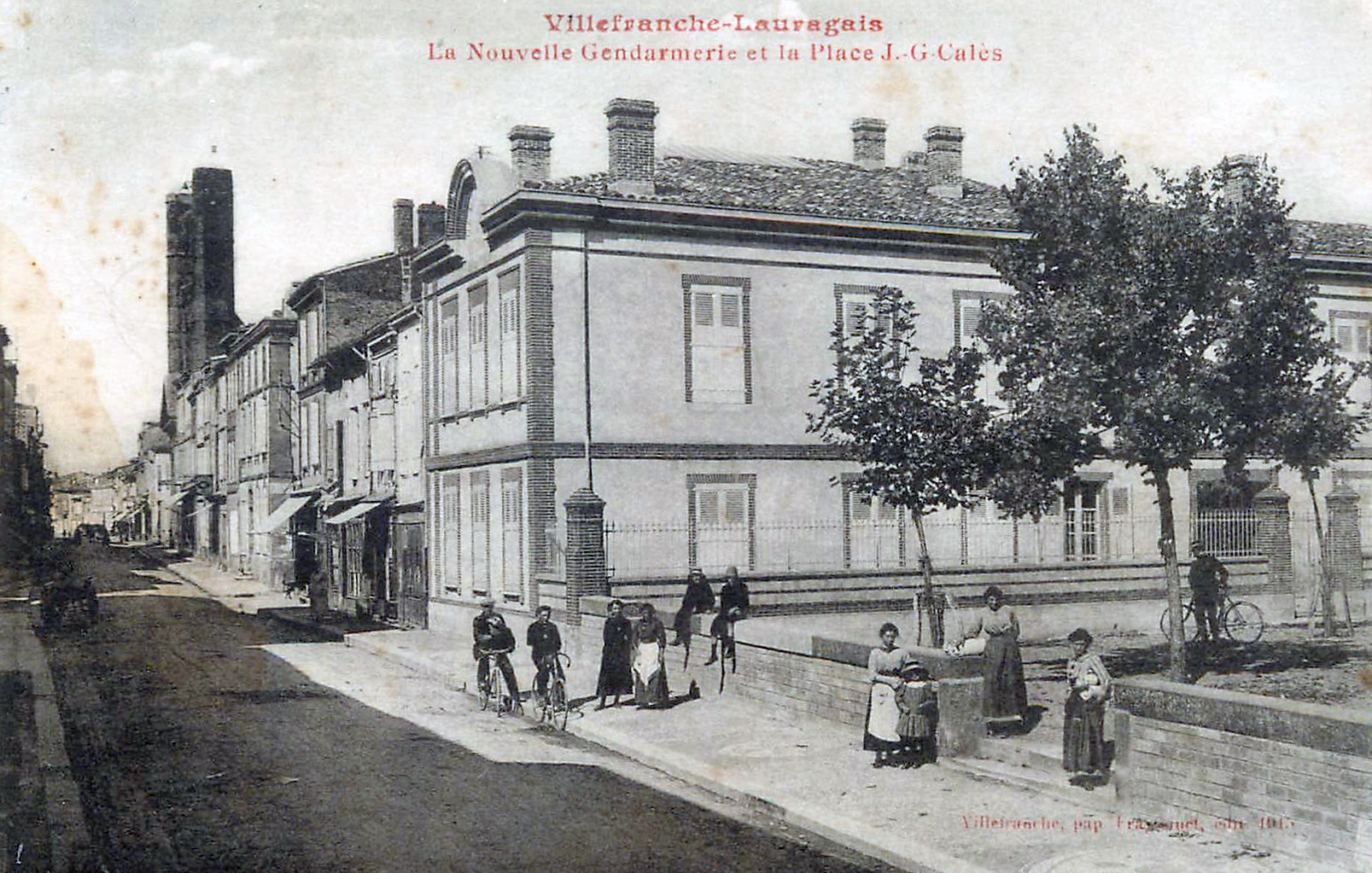
La Place J.-G Calès à Villefranche-de-Lauragais en 1915 (éditions Papeterie Frayssinet)

Chevalier de la Légion d'honneur (9 juillet 1883).
 Officier de l'ordre des Palmes académiques (« Officier d’Académie »).

## Hommages
- Une place de la commune de Villefranche-de-Lauragais (Haute-Garonne), près de Toulouse porte son nom.

## Généalogie
Jean Jules Godefroy Calès est :
- le fils de Godefroy Calès (1799-1868), député à l'Assemblée nationale constituante (Deuxième République) (1848-1849).
- le petit-neveu de Jean-Marie Calès (1757-1834), député à la Convention nationale (1792-1795) et au Conseil des Cinq-Cents (1795-1798).
- le petit-neveu de Jean-Chrysostôme Calès (1769-1853), colonel de la Grande-Armée et baron d'Empire (et qui fut aussi un élu de l'éphémère Chambre des représentants mise en place lors des Cent-Jours par Napoléon Ier en 1815).